# Prêmio Contigo! de TV de melhor ator de novela
O Prêmio Contigo! de TV de melhor ator de novela é um prêmio oferecido anualmente desde 1996 pela Revista Contigo!, destinado a melhor interpretação masculina da televisão brasileira.

## Recordes
- Ator que recebeu o prêmio em um período curto: Murilo Benício por Ti Ti Ti (2011) e Avenida Brasil (2013), apenas 2 anos de diferença.
- Atores que receberam o prêmio em um período longo: Antonio Fagundes por Por Amor (1998) e Porto dos Milagres (2002), e Mateus Solano por Viver a Vida (2010) e Amor à Vida (2014), ambos com 4 anos de diferença.
- Ator mais jovem a ganhar: Chay Suede com 28 anos por Amor de Mãe (2020).
- Ator mais jovem a ser indicado: Caio Castro com 21 anos por Ti Ti Ti (2011).
- Ator mais velho a ganhar: Raul Cortez  com 71 anos por Esperança (2003).
- Ator mais velho a ser indicado: Tarcísio Meira  com 72 anos por Páginas da Vida (2007).

## Vencedores e indicados

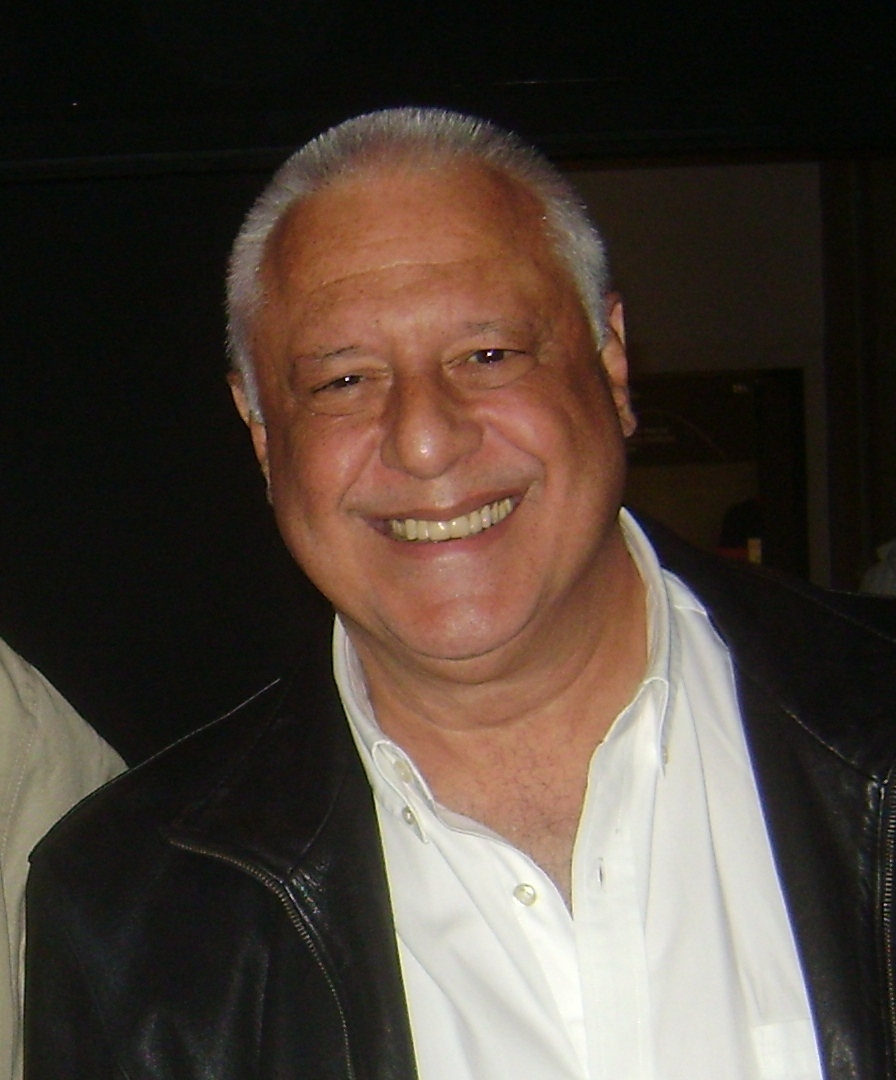
Antonio Fagundes ganhou por Por Amor (1998) e por Porto dos Milagres (2002).

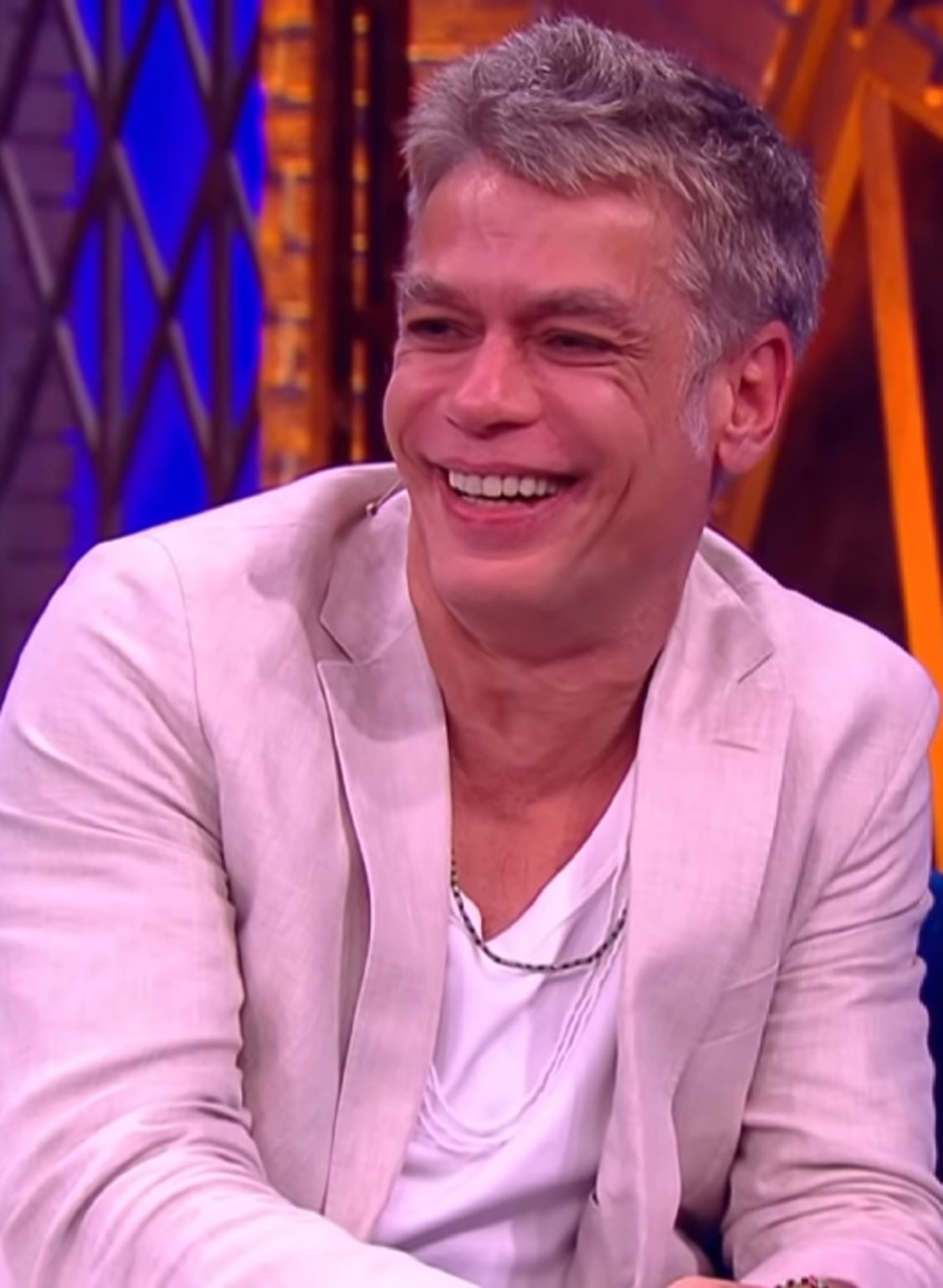
Fábio Assunção ganhou em 2004 por Celebridade.

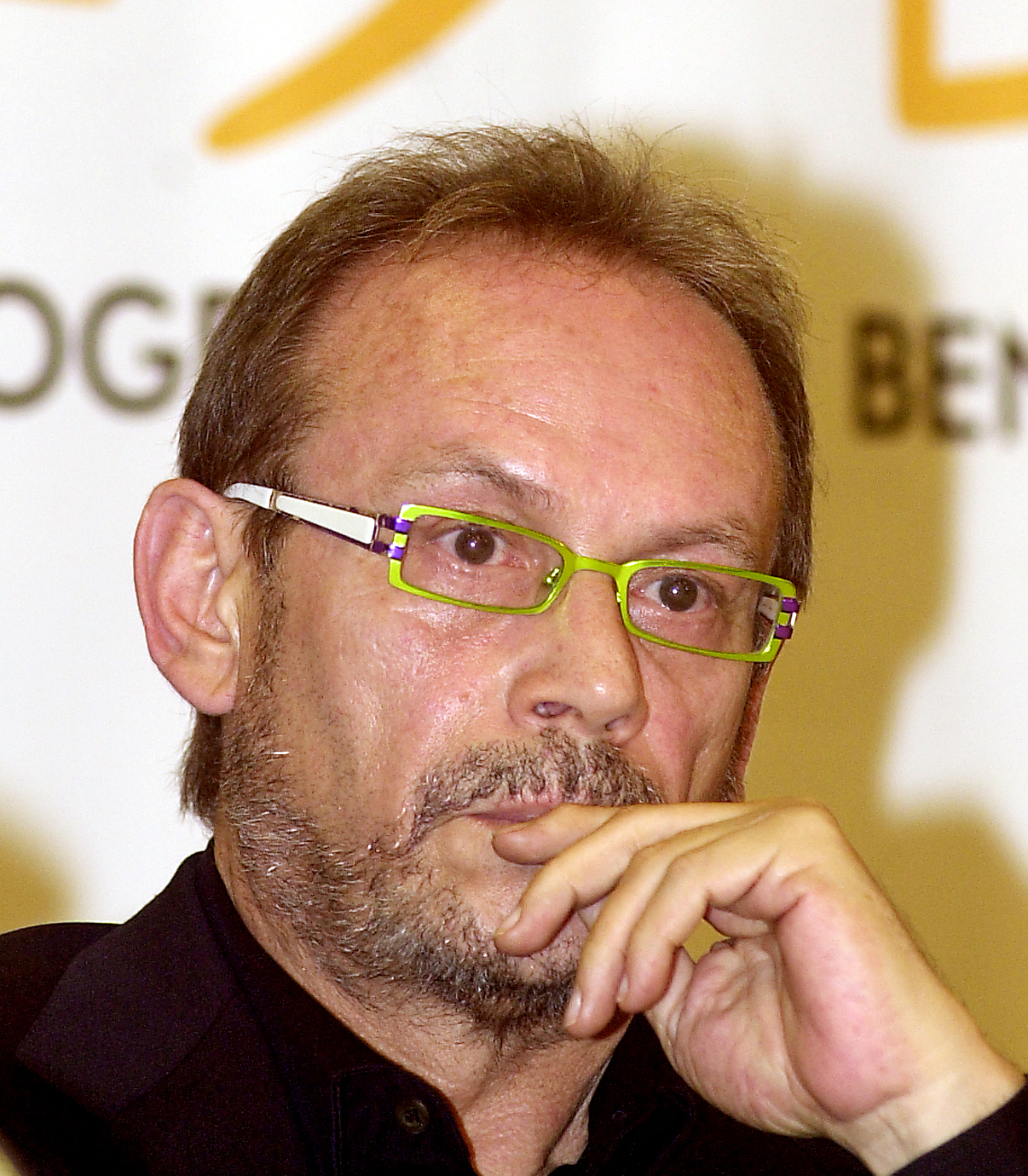
José Wilker ganhou em 2005 por Senhora do Destino.

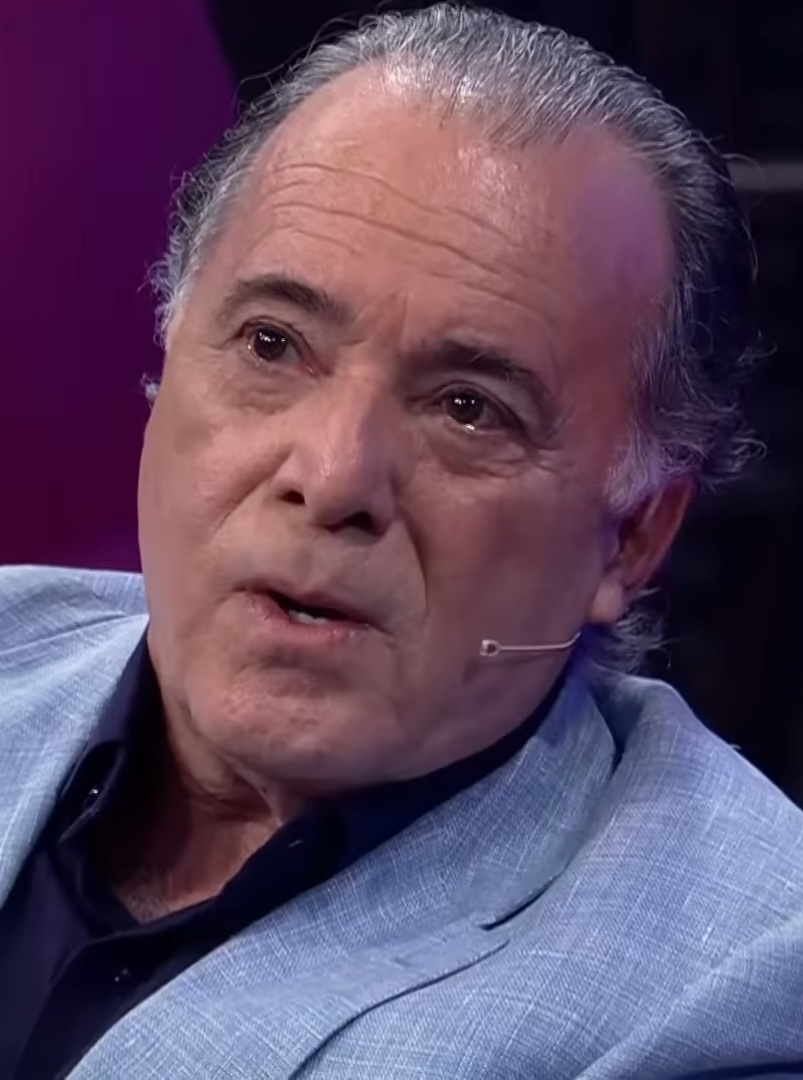
Tony Ramos ganhou em 2006 por Belíssima.

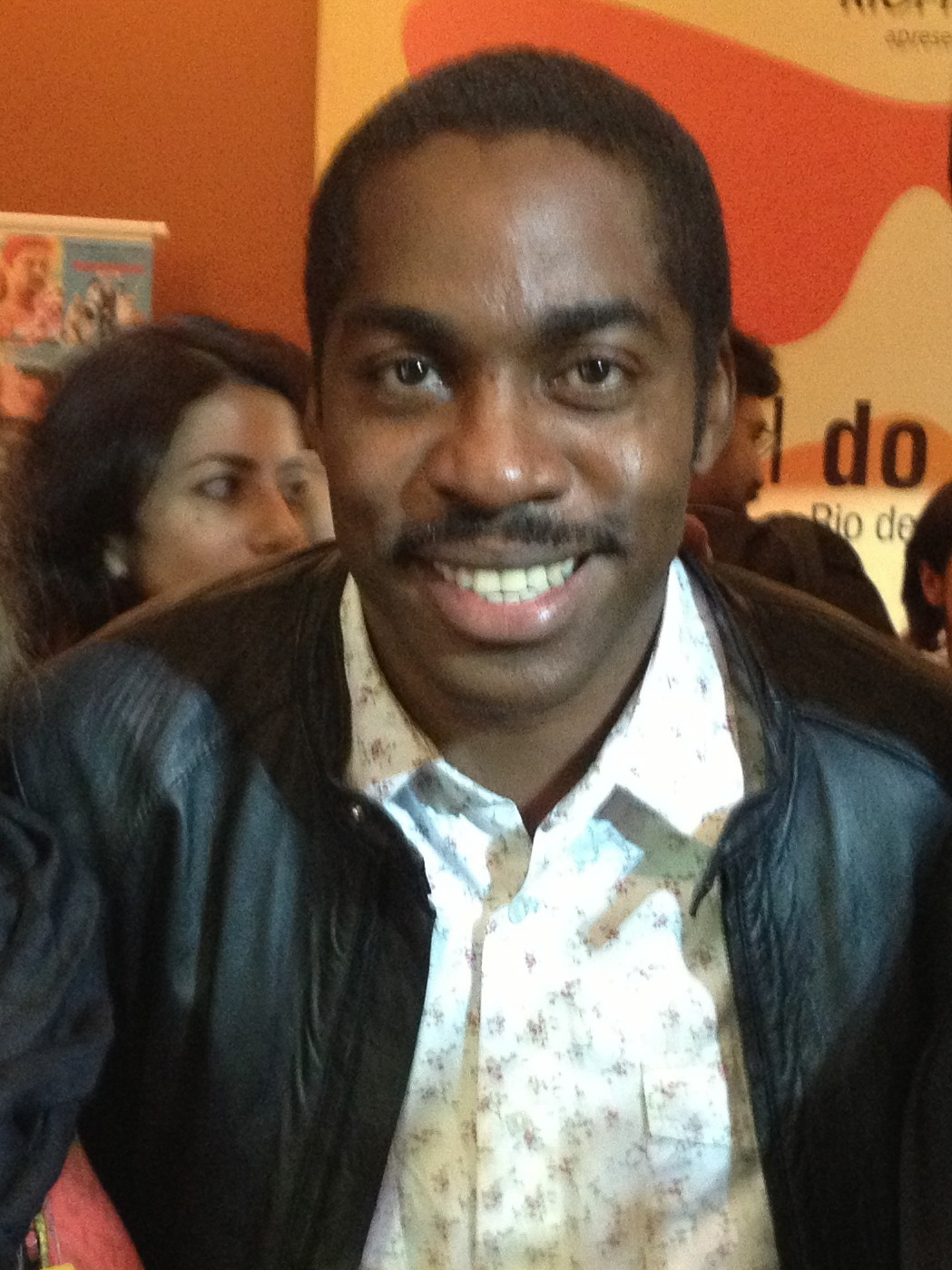
Lázaro Ramos ganhou em 2007 por Cobras & Lagartos.

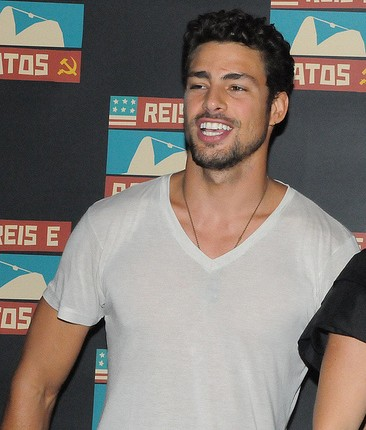
Cauã Reymond ganhou em 2009 por A Favorita.

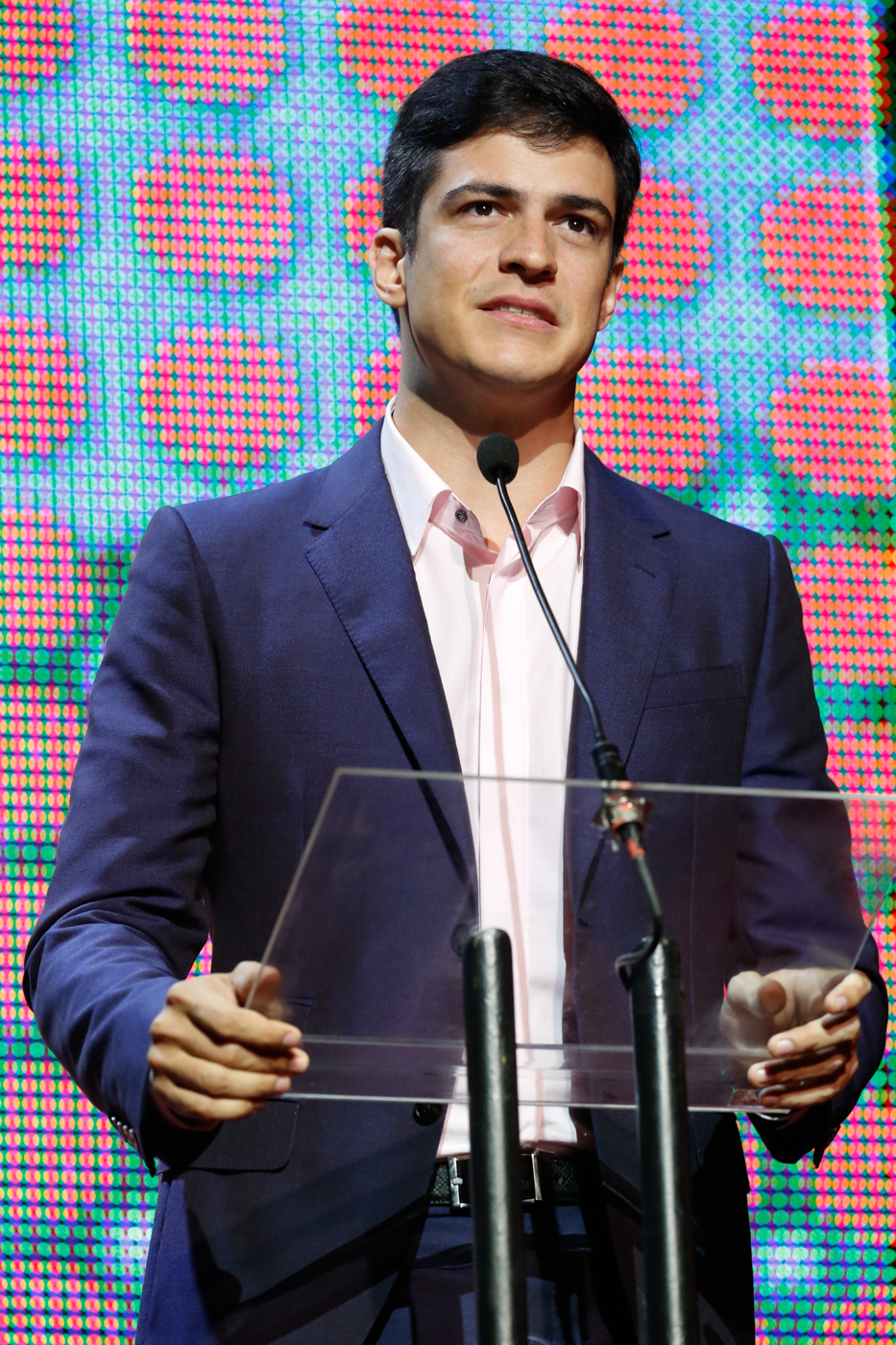
Mateus Solano ganhou em 2010 por Viver a Vida e em 2014 por Amor à Vida.

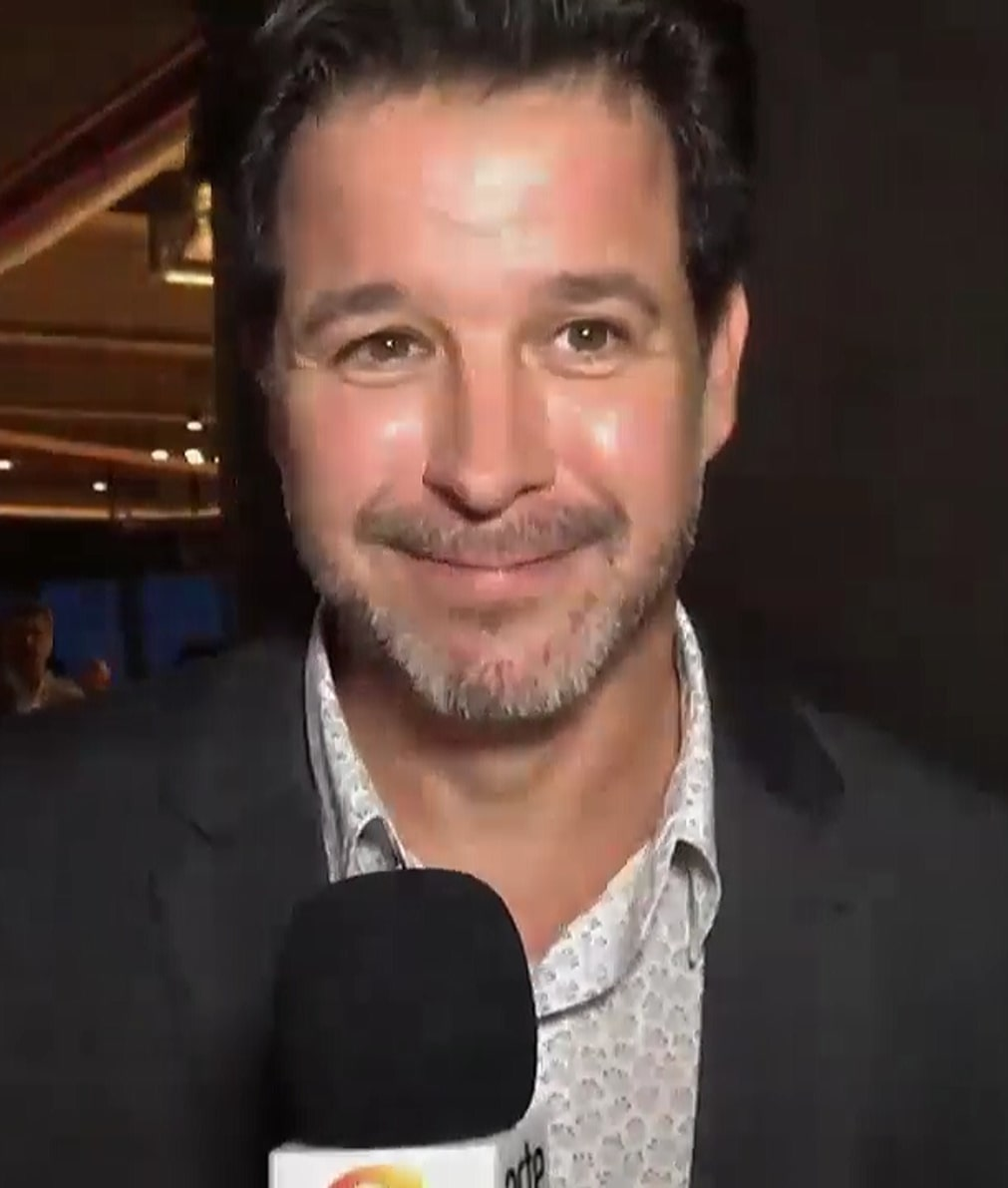
Murilo Benício ganhou por Ti Ti Ti (2011) e Avenida Brasil (2013).

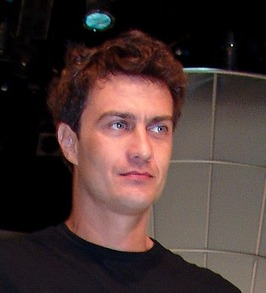
Gabriel Braga Nunes ganhou por Insensato Coração (2012).

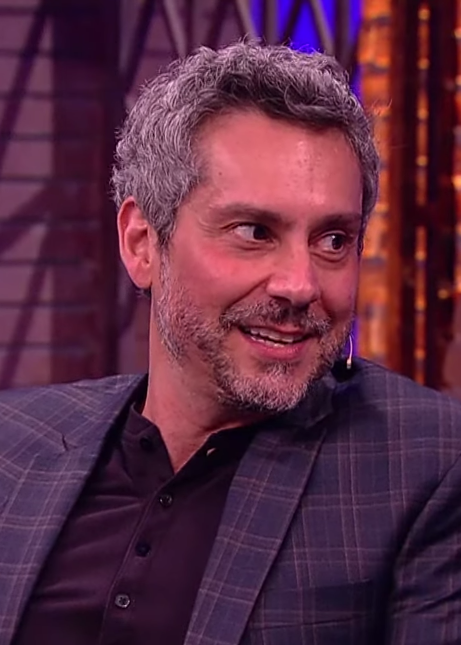
Alexandre Nero ganhou em 2015 por Império.

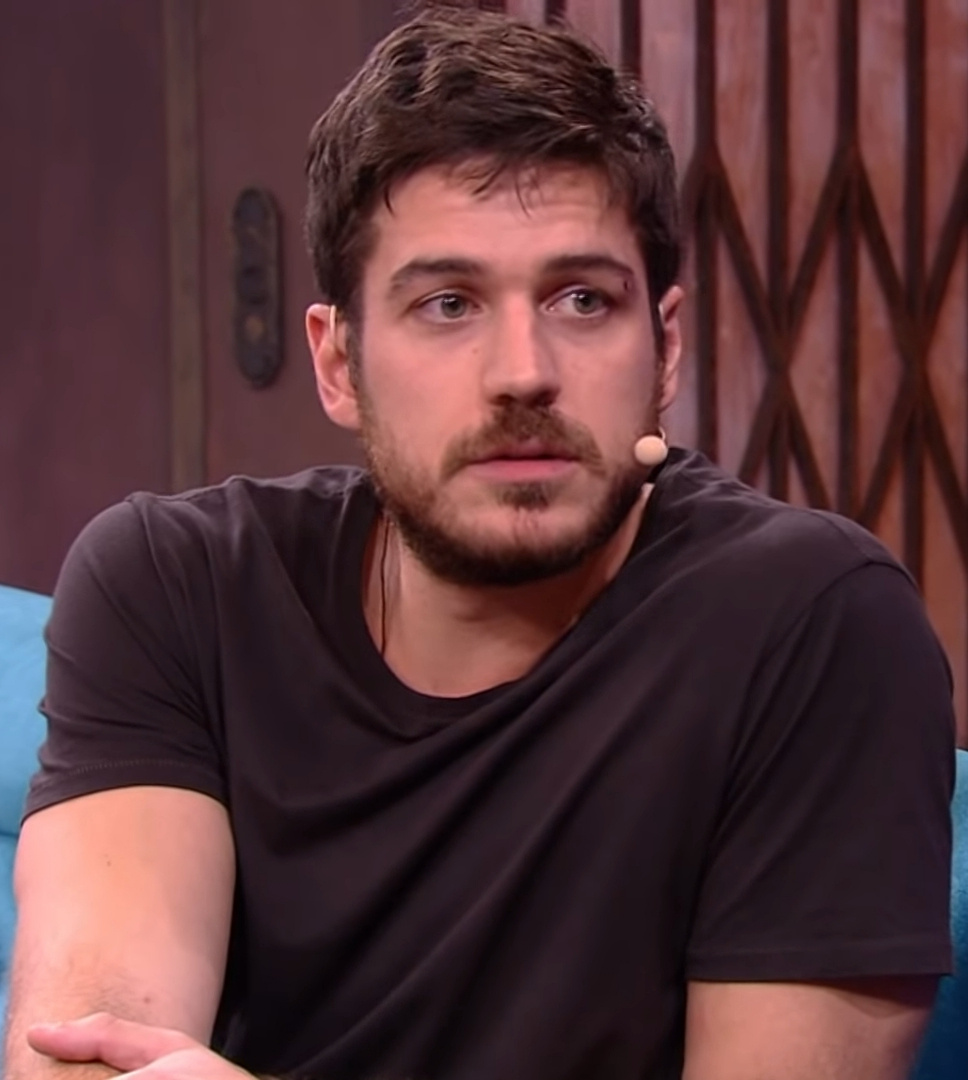
Marco Pigossi ganhou em 2017 por A Força do Querer.

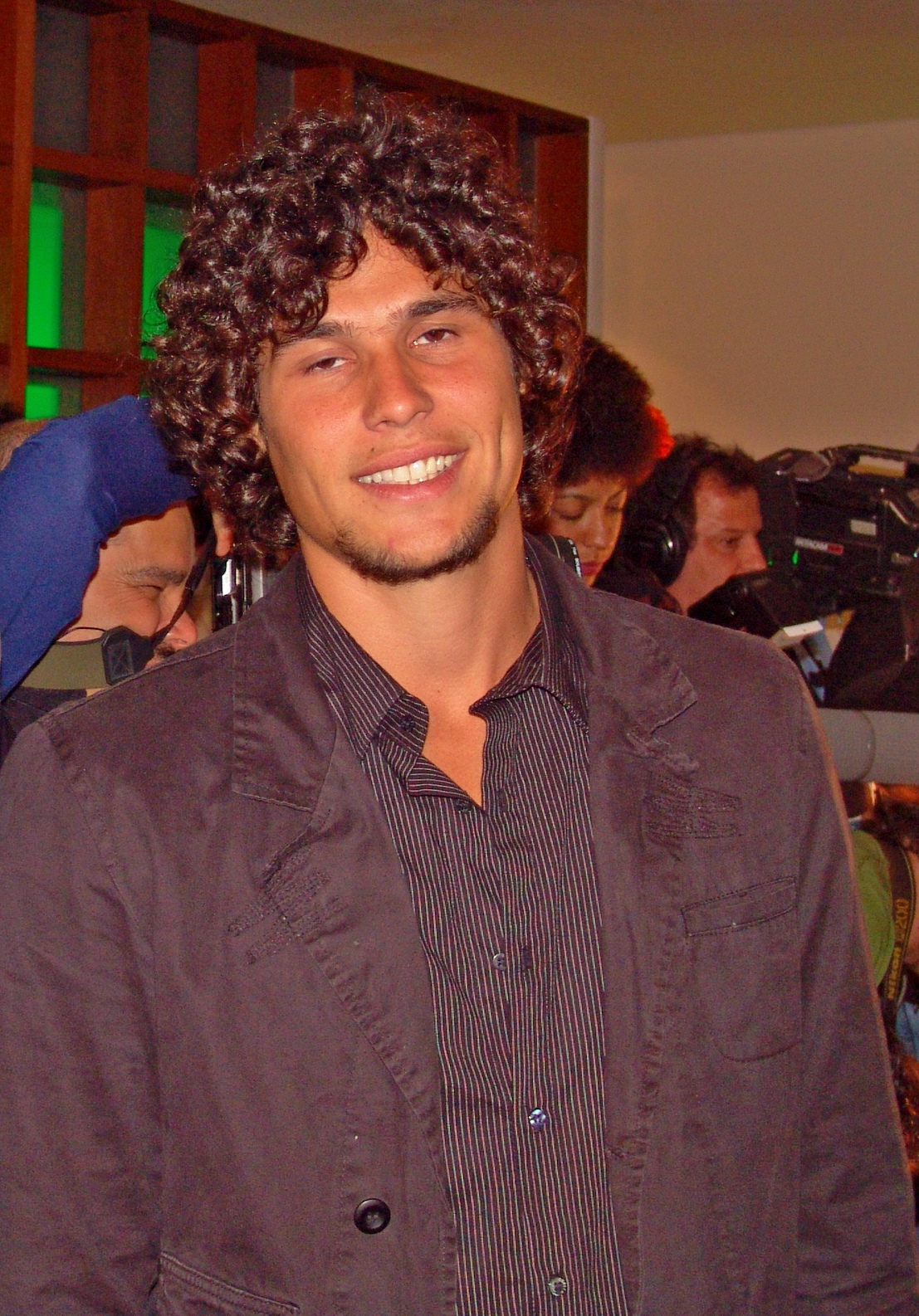
Dudu Azevedo ganhou em 2018 por Jesus.

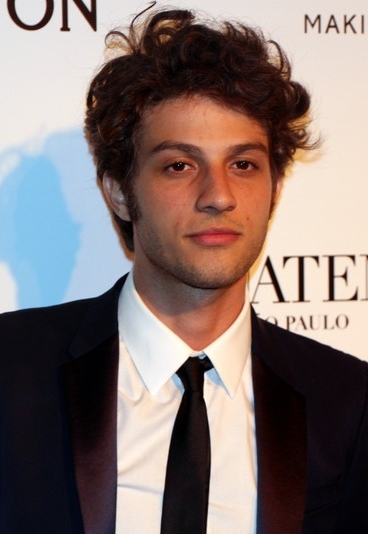
Chay Suede ganhou em 2020 por Amor de Mãe, sendo o ator mais jovem a ganhar nessa categoria.

### Década de 1990
| Ano  | Ator             | Programa          | Personagem               | Emissora | Ref.  |
| ---- | ---------------- | ----------------- | ------------------------ | -------- | ----- |
| 1996 | Humberto Martins | Quatro por Quatro | Dr. Bruno Herrera Franco | TV Globo | [ 1 ] |
| 1997 | Raul Cortez      | O Rei do Gado     | Geremias Berdinazzi      | TV Globo | [ 2 ] |
| 1998 | Antônio Fagundes | Por Amor          | Atílio Novelli           | TV Globo | [ 3 ] |

### Década de 2000
| Ano  | Ator                 | Programa                 | Personagem                                  | Emissora | Ref.   |
| ---- | -------------------- | ------------------------ | ------------------------------------------- | -------- | ------ |
| 2002 | Antônio Fagundes     | Porto dos Milagres       | Félix Guerrero/Bartolomeu Guerrero          | TV Globo | [ 4 ]  |
| 2002 | Murilo Benício       | O Clone                  | Lucas Ferraz/Diogo Ferraz/Léo               | TV Globo | [ 4 ]  |
| 2002 | Tony Ramos           | As Filhas da Mãe         | Manolo Gutierrez                            | TV Globo | [ 4 ]  |
| 2003 | Raul Cortez          | Esperança                | Genaro Bellini                              | TV Globo | [ 5 ]  |
| 2003 | Fábio Assunção       | Coração de Estudante     | Eduardo Feitosa (Edu)                       | TV Globo | [ 5 ]  |
| 2003 | José Wilker          | Desejos de Mulher        | Ariel Britz                                 | TV Globo | [ 5 ]  |
| 2004 | Fábio Assunção       | Celebridade              | Renato Schiller Mendes                      | TV Globo | [ 6 ]  |
| 2004 | Marcos Palmeira      | Celebridade              | Fernando Amorim                             | TV Globo | [ 6 ]  |
| 2004 | Marcos Pasquim       | Kubanacan                | Esteban Maroto                              | TV Globo | [ 6 ]  |
| 2004 | Murilo Benício       | Chocolate com Pimenta    | Danilo Rodrigues Albuquerque                | TV Globo | [ 6 ]  |
| 2004 | Thiago Lacerda       | A Casa das Sete Mulheres | Giuseppe Garibaldi                          | TV Globo | [ 6 ]  |
| 2004 | Tony Ramos           | Mulheres Apaixonadas     | Teodoro Ribeiro Alves (Téo)                 | TV Globo | [ 6 ]  |
| 2005 | José Wilker          | Senhora do Destino       | Giovanni Improtta                           | TV Globo | [ 7 ]  |
| 2005 | Daniel de Oliveira   | Cabocla                  | Luís Jerônimo Vieira Pires                  | TV Globo | [ 7 ]  |
| 2005 | Tony Ramos           | Cabocla                  | Coronel Boanerges de Sousa Pereira          | TV Globo | [ 7 ]  |
| 2005 | Reynaldo Gianecchini | Da Cor do Pecado         | Paco Lambertini/Apolo Sardinha              | TV Globo | [ 7 ]  |
| 2005 | Leopoldo Pacheco     | A Escrava Isaura         | Leôncio Almeida                             | RecordTV | [ 7 ]  |
| 2005 | José Mayer           | Senhora do Destino       | Dirceu de Castro                            | TV Globo | [ 7 ]  |
| 2006 | Tony Ramos           | Belíssima                | Nikos Petrakis                              | TV Globo | [ 8 ]  |
| 2006 | Antônio Fagundes     | Mad Maria                | Ministro Juvenal de Castro                  | TV Globo | [ 8 ]  |
| 2006 | Eduardo Moscovis     | Alma Gêmea               | Rafael de Souza Dias                        | TV Globo | [ 8 ]  |
| 2006 | Fábio Assunção       | Mad Maria                | Dr. Richard Finnegan                        | TV Globo | [ 8 ]  |
| 2006 | Rodrigo Santoro      | Hoje É Dia de Maria      | Amado Fenix                                 | TV Globo | [ 8 ]  |
| 2006 | Wagner Moura         | A Lua Me Disse           | Gustavo Bogari Prado                        | TV Globo | [ 8 ]  |
| 2007 | Lázaro Ramos         | Cobras & Lagartos        | Daniel Miranda Café (Foguinho)              | TV Globo | [ 9 ]  |
| 2007 | José Wilker          | JK                       | Juscelino Kubitschek                        | TV Globo | [ 9 ]  |
| 2007 | Marcos Caruso        | Páginas da Vida          | Alex Flores                                 | TV Globo | [ 9 ]  |
| 2007 | Tarcísio Meira       | Páginas da Vida          | Aristides Martins de Andrade (Tide)         | TV Globo | [ 9 ]  |
| 2007 | Thiago Fragoso       | O Profeta                | Marcos de Oliveira                          | TV Globo | [ 9 ]  |
| 2007 | Wagner Moura         | JK                       | Juscelino Kubitschek (jovem)                | TV Globo | [ 9 ]  |
| 2008 | Wagner Moura         | Paraíso Tropical         | Olavo Novaes                                | TV Globo | [ 10 ] |
| 2008 | Antônio Fagundes     | Duas Caras               | Juvenal Ferreira (Juvenal Antena)           | TV Globo | [ 10 ] |
| 2008 | Lázaro Ramos         | Duas Caras               | Evilásio Caó                                | TV Globo | [ 10 ] |
| 2008 | Dalton Vigh          | Duas Caras               | Juvenaldo Ferreira/Marconi Ferraço          | TV Globo | [ 10 ] |
| 2008 | Tony Ramos           | Paraíso Tropical         | Antenor Calvacanti                          | TV Globo | [ 10 ] |
| 2008 | Reynaldo Gianecchini | Sete Pecados             | Dante Florentino                            | TV Globo | [ 10 ] |
| 2009 | Cauã Reymond         | A Favorita               | Halley Gonzaga da Silveira / Mateus Fontini | TV Globo | [ 11 ] |
| 2009 | Murilo Benício       | A Favorita               | Eduardo Gentil (Dodi)                       | TV Globo | [ 11 ] |
| 2009 | Carmo Dalla Vecchia  | A Favorita               | José Roberto Duarte (Zé Bob)                | TV Globo | [ 11 ] |
| 2009 | Leonardo Brício      | Chamas da Vida           | Pedro Galvão Ferreira                       | RecordTV | [ 11 ] |
| 2009 | Leonardo Vieira      | Os Mutantes              | Marcelo Duarte Montenegro                   | RecordTV | [ 11 ] |
| 2009 | Dan Stulbach         | Queridos Amigos          | Leonardo "Leo" Rosemberg                    | TV Globo | [ 11 ] |

### Década de 2010
| Ano  | Ator                 | Programa                | Personagem                                   | Emissora             | Ref.                 |
| ---- | -------------------- | ----------------------- | -------------------------------------------- | -------------------- | -------------------- |
| 2010 | Mateus Solano        | Viver a Vida            | Miguel Machado/Jorge Machado                 | TV Globo             | [ 12 ]               |
| 2010 | Eriberto Leão        | Paraíso                 | José Eleutério (Zeca / Filho do Diabo)       | TV Globo             | [ 12 ]               |
| 2010 | Gabriel Braga Nunes  | Poder Paralelo          | Antônio Castellamare (Tony)                  | RecordTV             | [ 12 ]               |
| 2010 | Rodrigo Lombardi     | Caminho das Índias      | Raj Ananda                                   | TV Globo             | [ 12 ]               |
| 2010 | Thiago Lacerda       | Viver a Vida            | Bruno Marcondes Ribeiro                      | TV Globo             | [ 12 ]               |
| 2010 | Tony Ramos           | Caminho das Índias      | Opash Ananda                                 | TV Globo             | [ 12 ]               |
| 2011 | Murilo Benício       | Ti Ti Ti                | Ariclenes Martins/Victor Valentim            | TV Globo             | [ 13 ]               |
| 2011 | Alexandre Borges     | Ti Ti Ti                | André Spina (Jacques Leclair)                | TV Globo             | [ 13 ]               |
| 2011 | Alexandre Nero       | Escrito nas Estrelas    | Gilmar de Almeida                            | TV Globo             | [ 13 ]               |
| 2011 | Bruno Gissoni        | Malhação                | Pedro da Silva Lopes                         | TV Globo             | [ 13 ]               |
| 2011 | Caio Castro          | Ti Ti Ti                | Edgar Sampaio                                | TV Globo             | [ 13 ]               |
| 2011 | Tony Ramos           | Passione                | António "Totó" Mattoli                       | TV Globo             | [ 13 ]               |
| 2012 | Gabriel Braga Nunes  | Insensato Coração       | Leonardo Alencar Brandão (Léo)               | TV Globo             | [ 14 ]               |
| 2012 | André Di Mauro       | Vidas em Jogo           | Carlos Nobre Batista                         | RecordTV             | [ 14 ]               |
| 2012 | Bruno Gagliasso      | Cordel Encantado        | Coronel Timóteo Cabral                       | TV Globo             | [ 14 ]               |
| 2012 | Caio Castro          | Fina Estampa            | José Antenor da Silva Pereira                | TV Globo             | [ 14 ]               |
| 2012 | Cauã Reymond         | Cordel Encantado        | Jesuíno Araújo                               | TV Globo             | [ 14 ]               |
| 2012 | Rodrigo Lombardi     | O Astro                 | Herculano Quintanilha                        | TV Globo             | [ 14 ]               |
| 2013 | Murilo Benício       | Avenida Brasil          | Jorge Araújo (Tufão)                         | TV Globo             | [ 15 ] [ 16 ]        |
| 2013 | Alexandre Nero       | Salve Jorge             | Stenio Alencar                               | TV Globo             | [ 15 ] [ 16 ]        |
| 2013 | Cauã Reymond         | Avenida Brasil          | Jorge Araújo Filho (Jorginho)                | TV Globo             | [ 15 ] [ 16 ]        |
| 2013 | Reynaldo Gianecchini | Guerra dos Sexos        | Fernando Cardoso (Nando)                     | TV Globo             | [ 15 ] [ 16 ]        |
| 2013 | Ricardo Tozzi        | Cheias de Charme        | Fabianilson Brunini (Fabian) / Inácio Paixão | TV Globo             | [ 15 ] [ 16 ]        |
| 2013 | Thiago Fragoso       | Lado a Lado             | Edgar Lemos Vieira / Antônio Ferreira        | TV Globo             | [ 15 ] [ 16 ]        |
| 2014 | Mateus Solano        | Amor à Vida             | Félix Rodriguez Khoury                       | TV Globo             | [ 17 ]               |
| 2014 | Antônio Fagundes     | Amor à Vida             | César Khoury                                 | TV Globo             | [ 17 ]               |
| 2014 | Arthur Aguiar        | Dona Xepa               | Édison Losano Coelho (Ed)                    | RecordTV             | [ 17 ]               |
| 2014 | Bruno Gagliasso      | Joia Rara               | Franz Hauser                                 | TV Globo             | [ 17 ]               |
| 2014 | Henri Castelli       | Flor do Caribe          | Cassiano Soares                              | TV Globo             | [ 17 ]               |
| 2014 | Humberto Carrão      | Sangue Bom              | Fábio Queiroz Campana (Fabinho)              | TV Globo             | [ 17 ]               |
| 2015 | Alexandre Nero       | Império                 | Comendador José Alfredo de Medeiros          | TV Globo             | [ 18 ] [ 19 ]        |
| 2015 | Arthur Aguiar        | Malhação Sonhos         | Carlos Eduardo Menezes (Duca)                | TV Globo             | [ 18 ] [ 19 ]        |
| 2015 | Bruno Ferrari        | Vitória                 | Artur Menezes Ramos                          | RecordTV             | [ 18 ] [ 19 ]        |
| 2015 | Daniel de Oliveira   | O Rebu                  | Bruno Ferraz                                 | TV Globo             | [ 18 ] [ 19 ]        |
| 2015 | Lázaro Ramos         | Geração Brasil          | Brian Roberto Benson                         | TV Globo             | [ 18 ] [ 19 ]        |
| 2015 | Tony Ramos           | O Rebu                  | Carlos Braga Vidigal                         | TV Globo             | [ 18 ] [ 19 ]        |
| 2016 | Não houve premiação. | Não houve premiação.    | Não houve premiação.                         | Não houve premiação. | Não houve premiação. |
| 2017 | Marco Pigossi        | A Força do Querer       | José Ribamar do Carmo (Zeca)                 | TV Globo             | [ 20 ] [ 20 ]        |
| 2017 | Caio Castro          | Novo Mundo              | Pedro I do Brasil                            | TV Globo             | [ 20 ] [ 20 ]        |
| 2017 | Emilio Dantas        | A Força do Querer       | Rubens Feitosa (Rubinho)                     | TV Globo             | [ 20 ] [ 20 ]        |
| 2017 | Igor Rickli          | O Rico e Lázaro         | Zac Mayan                                    | RecordTV             | [ 20 ] [ 20 ]        |
| 2017 | Vladimir Brichta     | Rock Story              | Guilherme Santiago (Gui)                     | TV Globo             | [ 20 ] [ 20 ]        |
| 2017 | Rafael Vitti         | Rock Story              | Leonardo Régis da Conceição (Léo Régis)      | TV Globo             | [ 20 ] [ 20 ]        |
| 2018 | Dudu Azevedo         | Jesus                   | Jesus de Nazaré                              | RecordTV             | [ 21 ] [ 22 ]        |
| 2018 | Emilio Dantas        | Segundo Sol             | Roberto "Beto" Falcão / Miguel Falcão        | TV Globo             | [ 21 ] [ 22 ]        |
| 2018 | Rômulo Estrela       | Deus Salve o Rei        | Afonso de Monferrato, Rei de Montemor        | TV Globo             | [ 21 ] [ 22 ]        |
| 2018 | Sérgio Guizé         | O Outro Lado do Paraíso | Gael Montserrat                              | TV Globo             | [ 21 ] [ 22 ]        |
| 2018 | Thiago Lacerda       | Orgulho e Paixão        | Darcy Williamson                             | TV Globo             | [ 21 ] [ 22 ]        |
| 2018 | Vladimir Brichta     | Segundo Sol             | Remy Yunes Falcão Maranhão                   | TV Globo             | [ 21 ] [ 22 ]        |
| 2019 | Murilo Cezar         | As Aventuras de Poliana | Marcelo Pessoa                               | SBT                  | [ 23 ] [ 24 ]        |
| 2019 | André Bankoff        | Jezabel                 | Acabe, Rei de Israel                         | RecordTV             | [ 23 ] [ 24 ]        |
| 2019 | Antônio Fagundes     | Bom Sucesso             | Alberto Prado Monteiro                       | TV Globo             | [ 23 ] [ 24 ]        |
| 2019 | Rafael Cardoso       | Espelho da Vida         | Danilo Breton / Daniel Marques               | TV Globo             | [ 23 ] [ 24 ]        |
| 2019 | Renato Góes          | Órfãos da Terra         | Jamil Zarif                                  | TV Globo             | [ 23 ] [ 24 ]        |

### Década de 2020
| Ano  | Ator               | Programa                   | Personagem                         | Emissora | Ref.                 |
| ---- | ------------------ | -------------------------- | ---------------------------------- | -------- | -------------------- |
| 2020 | Chay Suede         | Amor de Mãe (t. 1)         | Danilo Viana / Domênico dos Santos | TV Globo | [ 25 ] [ 26 ]        |
| 2020 | Antônio Calloni    | Éramos Seis                | Júlio Abílio de Lemos              | TV Globo | [ 25 ] [ 26 ]        |
| 2020 | João Baldasserini  | Salve-se Quem Puder (t. 1) | José Prazeroso (Zezinho)           | TV Globo | [ 25 ] [ 26 ]        |
| 2020 | Rafael Cardoso     | Salve-se Quem Puder (t. 1) | Renzo Machado de Alencar           | TV Globo | [ 25 ] [ 26 ]        |
| 2020 | Rafael Sardão      | Amor sem Igual             | Miguel Gonçalves Aguiar            | RecordTV | [ 25 ] [ 26 ]        |
| 2021 | Miguel Coelho      | Gênesis                    | Jacó                               | RecordTV | [ 27 ] [ 28 ]        |
| 2021 | Chay Suede         | Amor de Mãe (t. 2)         | Danilo Viana / Domênico dos Santos | TV Globo | [ 27 ] [ 28 ]        |
| 2021 | João Baldasserini  | Salve-se Quem Puder (t. 2) | José Prazeroso (Zezinho)           | TV Globo | [ 27 ] [ 28 ]        |
| 2021 | Selton Mello       | Nos Tempos do Imperador    | Imperador Dom Pedro II do Brasil   | TV Globo | [ 27 ] [ 28 ]        |
| 2021 | Zé Carlos Machado  | Gênesis                    | Abraão                             | RecordTV | [ 27 ] [ 28 ]        |
| 2022 | Roberto Birindelli | Reis                       | Profeta Samuel                     | RecordTV | [ 29 ] [ 30 ] [ 31 ] |
| 2022 | Cauã Reymond       | Um Lugar ao Sol            | Christian Alves / Renato Meirelles | TV Globo | [ 29 ] [ 30 ] [ 31 ] |
| 2022 | Marcos Palmeira    | Pantanal                   | José Leôncio                       | TV Globo | [ 29 ] [ 30 ] [ 31 ] |
| 2022 | Paulo Lessa        | Cara e Coragem             | Ítalo Santana                      | TV Globo | [ 29 ] [ 30 ] [ 31 ] |
| 2022 | Vladimir Brichta   | Quanto Mais Vida, Melhor!  | Luca Marino (Neném)                | TV Globo | [ 29 ] [ 30 ] [ 31 ] |

## Performances com múltiplas vitórias
2 vitórias
- Antônio Fagundes (consecutivas)
- Mateus Solano
- Murilo Benício
- Raul Cortez

## Performances com múltiplas indicações
| 9 indicações - Tony Ramos 6 indicações - Antonio Fagundes 5 indicações - Murilo Benício 4 indicações - Cauã Reymond | 3 indicações - Alexandre Nero - Caio Castro - Fábio Assunção - José Wilker - Lázaro Ramos - Reynaldo Gianecchini - Thiago Lacerda - Vladimir Brichta - Wagner Moura | 2 indicações - Arthur Aguiar - Bruno Gagliasso - Chay Suede - Daniel de Oliveira - Emilio Dantas - Gabriel Braga Nunes - João Baldasserini - Marcos Palmeira - Mateus Solano - Rafael Cardoso - Raul Cortez - Rodrigo Lombardi |